# Бьоргоульвюр Гвюдмюндссон
Бьоргоульвюр Гвюдмюндссон (исл. Björgólfur Guðmundsson; 2 января 1941, Рейкьявик — 2 февраля 2025) — исландский предприниматель, банкир, председатель и владелец футбольного клуба «Вест Хэм».
В 1990-х годах был приговорён к 12 месяцам лишения свободы за бухгалтерские преступления. Отбыв срок, Бьоргоульвюр отправился в Россию, где вместе с сыном Тором Бьорголфссоном и, по данным Wikileaks, в сотрудничестве с влиятельными организованными преступными группировками Санкт-Петербурга, открыл несколько компаний — по производству газировки и пива. Позже они были проданы Pepsi и Heineken, а Бьоргоульвюр вернулся в Исландию, где занимался судоходством, издательским делом, едой.
Бьоргоульвюр — второй миллиардер в истории Исландии, первым был его сын. Был мажоритарным владельцем и председателем второй по величине компании в Исландии — исландского банка Landsbanki, национализированного после краха 2008 года. В марте 2018 года журнал Forbes оценивал состояние Бьоргоульвюр Гвюдмюндссон в 1,1 млрд долларов США (1014-е место в мире). В декабре того же года Forbes оценил его капитал в 0 долларов, а 31 июля 2009 года Бьоргоульвюра признали банкротом с задолженностью почти в 500 миллионов фунтов стерлингов (96 миллиардов исландских крон).
Умер 2 февраля 2025 года в возрасте 84 лет.